# 田川鳳朗
田川 鳳朗（たがわ ほうろう、宝暦12年（1762年） - 弘化2年11月28日（1845年12月26日））は、江戸時代の俳人。本名、厳島義長。通称、東源。初号は京陵。対竹、鶯笠、自然堂、藍蓼庵などと号した。桜井梅室・成田蒼虬とともに天保三大家の一人に数えられた。

## 生涯
宝暦12年（1762年）、肥後国（現・熊本県）で生まれる。12歳頃に俳諧を志し、父の鼎石や武久綺石の指導を受け、蝶夢や久村暁台にも拝謁したという。1798年（寛政10年）熊本藩士を致仕し、各地を遊歴した。1816年（文化13年）江戸に庵を結び、小林一茶の庇護者であった夏目成美や鈴木道彦と親しく交わった。翌年『芭蕉葉ぶね』を刊行して、真正芭蕉風を唱えた。1819年（文政2年）江戸有数の俳諧宗匠となる。1828年（文政11年）大坂の鶴峯戊申に従学した後、天保初期に江戸に帰った。1844年（天保14年）芭蕉百五十年忌に際して、二条家が芭蕉に「花下大明神」の神明を授与するように尽力し、自らも「花下翁」の称号を授けられた。

## 編著
- 『芭蕉葉ふね』（文化8年刊）
- 『蕉門俳譜師説録』（文政8年序、文久2年刊）
- 『自然堂千句』（天保6年刊）